# تری پورتر
تری پورتر (انگلیسی: Terry Porter؛ زادهٔ ۸ آوریل ۱۹۶۳) بازیکن بسکتبال اهل ایالات متحده آمریکا است.
از باشگاه‌هایی که در آن بازی کرده‌است می‌توان به مینه‌سوتا تیمبرولوز، ساکرامنتو کینگز، پورتلند تریل بلیزرز، میامی هیت، میلواکی باکس، فینیکس سانز، و سن آنتونیو اسپرز اشاره کرد.